# Johannes Reichert (Fußballspieler)
Johannes Reichert (* 2. Juli 1991 in Ulm) ist ein deutscher Fußballspieler. Seit 2016 steht er beim Drittligisten SSV Ulm 1846 unter Vertrag, mit dem er zwischenzeitlich als Mannschaftskapitän aus der viertklassigen Regionalliga Süd in die 2. Bundesliga aufgestiegen war.

## Sportlicher Werdegang
Reichert begann als Fünfjähriger das Fußballspielen in seiner Heimatstadt in der Jugend des SSV Ulm 1846 und durchlief dort alle Jugendmannschaften. Im Sommer 2010 wurde er in den Kader der ersten Mannschaft in der Regionalliga Süd aufgenommen. Nach vier Spielzeiten und sechs Toren in 117 Ligaspielen wechselte er im Sommer 2014 zur zweiten Mannschaft des 1. FC Kaiserslautern in die Regionalliga Südwest. Auch dort entwickelte er sich zum Stammspieler und gehörte im Herbst 2015 und Frühjahr 2016 auch in fünf Spielen dem Spieltagskader der ersten Mannschaft in der 2. Bundesliga an, kam allerdings nicht zum Einsatz. Im Sommer 2016 wechselte er ligaintern zurück zu seinem Jugendverein SSV Ulm 1846 und entwickelte sich beim SSV zum Publikumsliebling und zur absoluten Identifikationsfigur.

Mit seinem Verein wurde Reichert am Ende der Saison 2022/23 Meister und stieg in die 3. Liga auf. Daraufhin verlängerte er seinen Vertrag bis 2026 und kam auch zu seinem ersten Einsatz im Profibereich, als er am 6. August 2023, dem 1. Spieltag, beim 1:1-Heimunentschieden gegen den 1. FC Saarbrücken in der Startformation stand. Als Mannschaftskapitän führte er den Aufsteiger auch in die Spitzengruppe der dritten Liga, am Ende der Spielzeit 2023/24 stieg er mit der Mannschaft als Meister in die 2. Bundesliga auf.
„Ich war bei jedem Heimspiel im Stadion, manchmal sogar als Balljunge mittendrin. Ich war so klein, dass ich kaum über die Werbebanden hinwegschauen und das Spiel verfolgen konnte. Die Euphorie im Stadion und das Funkeln in den Augen der Menschen hat mich als kleiner Junge gepackt, das werde ich nie vergessen. Nach den schweren Zeiten war es immer mein Traum, den Verein wieder dort hinzuführen. [..] Wir haben das Unmögliche möglich gemacht. Was wir in Ulm geschafft haben, kommt einem Wunder gleich. Niemand hätte diese Entwicklung vorhersehen können." ~ Jo Reichert nach dem Durchmarsch in die 2. Bundesliga.
Auch in der zweiten Bundesliga war Reichert Stammspieler und weiterhin Kapitän der Spatzen. Jedoch steht man (Stand 10. Mai 2025) auf einem direkten Abstiegsplatz und kämpft damit um den Klassenerhalt. Reichert wurde am sechsten Spieltag beim 3:1-Sieg gegen die SV Elversberg (Kicker-Note 2,5) und am 29. Spieltag beim 1:0-Sieg gegen den 1. FC Magdeburg (Kicker-Note 1,5) während der Saison 2024/25 vom Kicker in die Elf des Tages berufen. Jedoch verletzte sich Reichert beim Auswärtsspiel gegen den 1. FC Köln am Meniskus und fiel dadurch bis zum Auswärtsspiel gegen die SpVgg Greuther Fürth verletzungsbedingt aus. Anfang Dezember kehrte er gegen die SpVgg Greuther Fürth in den Spieltagskader zurück und wurde für den gelb-belasteten Bastian Allgeier eingewechselt, ab dem folgenden Spiel gehörte er unter Trainer Thomas Wörle wieder zur Startformation. Auch nach einem Trainerwechsel zu Robert Lechleiter blieb er als Mannschaftskapitän Stammspieler. Während des Abschlusstraining zum Heimspiel gegen Hertha BSC verletzte er sich kurz vor Saisonende am Oberschenkel und fiel dadurch mehrere Spiele aus, in den letzten beiden Saisonspielen kehrte er jeweils als Einwechselspieler zurück – am vorletzten Spieltag bedeutete eine 1:6-Niederlage beim Hamburger SV dabei den vorzeitigen Abstieg. Kurz vor Beginn der Drittligasaison 2025/26 verlängerte er seinen Vertrag im Juli 2025 vorzeitig bis Sommer 2027.

## Erfolge
- WFV-Pokal-Sieger: 2018, 2019, 2020 und 2021
- Meister der Regionalliga Südwest und Aufstieg in die 3. Liga: 2023
- Meister der 3. Liga und Aufstieg in die 2. Bundesliga: 2024